# Srpska Liga Vojvodina
Die Srpska liga Vojvodina (serbisch-kyrillisch Српска лига Војводина; serbisch für „Serbische Liga Vojvodina“, auch Srpska liga – grupa Vojvodina, Српска лига – група Војводина; „Serbische Liga – Gruppe Vojvodina“) ist eine der vier Sektionen der Srpska liga, Serbiens dritter Fußballliga. Die Mannschaften aus dem Raum Vojvodina, der nordserbischen Provinz, sind in dieser Sektion eingeteilt. Die anderen Sektionen sind die Srpska liga Beograd, Srpska liga Istok und Srpska liga Zapad.